# Pic des rochers
Colaptes rupicola
Espèce
Statut de conservation UICN

 LC  : Préoccupation mineure
Le Pic des rochers (Colaptes rupicola) est une espèce d'oiseau appartenant à la famille des Picidae.